# Karel I. Romunski
Karel I. Romunski, romunski kralj, * 20. april 1839, Sigmaringen, † 10. oktober [J.K. 27. september] 1914, Sinaia.
Po razglasitvi romunske neodvisnosti po ruski-turški vojni je bil leta 1881 okronan za romunskega kralja. Leta 1883 je sklenil zavezo z Nemčijo in Avstro-Ogrsko zaradi ruskih hegemonističnih prizadevanj na Balkanu. V nasprotju z njegovo željo je Romunija ob začetku prve svetovne vojne ohranila nevtralnost.